# Hedychium spicatum
Hedychium spicatum är en enhjärtbladig växtart som beskrevs av James Edward Smith. Hedychium spicatum ingår i släktet Hedychium och familjen Zingiberaceae. Inga underarter finns listade i Catalogue of Life.